# Vocabolario friulano
Il Vocabolario friulano di Jacopo Pirona è un dizionario bilingue italiano-friulano. Si colloca tra i vocabolari più importanti nella storia del friulano. Altrettanto importante è la seconda edizione, Il nuovo Pirona: vocabolario friulano.

## La prima edizione

### Pubblicazione
Inizialmente uscito a fascicoli a partire dal 1868, fu poi pubblicato  per intero nel 1871 a Venezia presso l'editore Antonelli, dopo la morte di Jacopo Pirona, avvenuta l'anno precedente. Il curatore dell'opera fu Giulio Andrea, nipote dell'autore. Contando la pubblicazione del dizionario nella sua interezza, esso è il secondo nella storia della lingua friulana, preceduto dal Piccolo Vocabolario Domestico Friulano - Italiano di Giacomo Scala, pubblicato nel 1870 a Pordenone; questo era peraltro ispirato al lavoro dello stesso Pirona. Risulta invece primo in ordine cronologico se si considera l'anno di uscita del primo fascicolo nel 1868; in ogni caso, rappresenta la prima raccolta vasta, ben organizzata e organica di lessico.

### Finalità e importanza
L'opera si inserisce in un periodo di esplosione della produzione di dizionari dialettali in Italia: nel vocabolario il friulano è considerato alla stregua di un dialetto e lo scopo principale della pubblicazione era favorire l'uso dell'italiano da parte dei Friulani, all'epoca molto marginale nel parlato; obiettivo assolutamente secondario era lo studio del friulano. Tuttavia il dizionario non portò un grande contributo alla diffusione dell'italiano, per il fatto che i fruitori dell'opera, ovvero gli alfabetizzati, erano generalmente già in grado di servirsi dell'italiano, poiché venivano normalmente educati a leggere e scrivere in tale lingua, non in friulano, prevalentemente parlato; fu invece raggiunto pienamente il secondo obiettivo, dato che il vocabolario restò il principale punto di riferimento per gli scriventi friulani per più d'un sessantennio.

### Struttura e caratteristiche
Le prime pagine sono dedicate ad una introduzione del curatore Giulio Andrea Pirona, nella quale si descrive le motivazioni che hanno portato alla compilazione dell'opera. Si mostrano poi dieci diverse varietà friulane, con la narrazione in ognuna di esse della parabola del figliol prodigo, e si riflette poi sulla grafia, illustrando le regole adottate, tra cui sono importanti la reintroduzione della c con la cediglia, ç, e l'eliminazione della q in favore della c. Si dà quindi conto dei fenomeni più importanti nella formazione del friulano dalla base latina. Seguono un compendio di grammatica, l'esposizione di analogie tra il friulano ed altre lingue, perlopiù romanze, alcune peculiarità lessicali friulane, con italianismi da evitare, e certe aggiunte del curatore. A questo punto inizia il dizionario friulano-italiano, forte di dodicimila lemmi, tra i quali non figurano le voci la cui versione friulana sia molto simile a quella italiana. Sono poi presenti sezioni dedicate alla botanica (più d'un migliaio di voci), alla zoologia (più di seicento), alla toponomastica (circa duemilacinquecento) e agli antroponimi, o nomi propri di persona (più di quattrocento). Chiude l'opera un breve dizionario italiano-friulano, preceduto da una veloce introduzione in cui si dà conto di come questa sezione abbia lo scopo di agevolare gli studii di chi si occupa dello studio comparato dei dialetti, dato che, si scrive, nessuno che conosca l'italiano, lingua alta, è interessato allo studio del friulano, proprio del popolo.
Tutte le parti dell'opera, esclusi lemmi e simili, sono in italiano.

## Il nuovo Pirona: vocabolario friulano

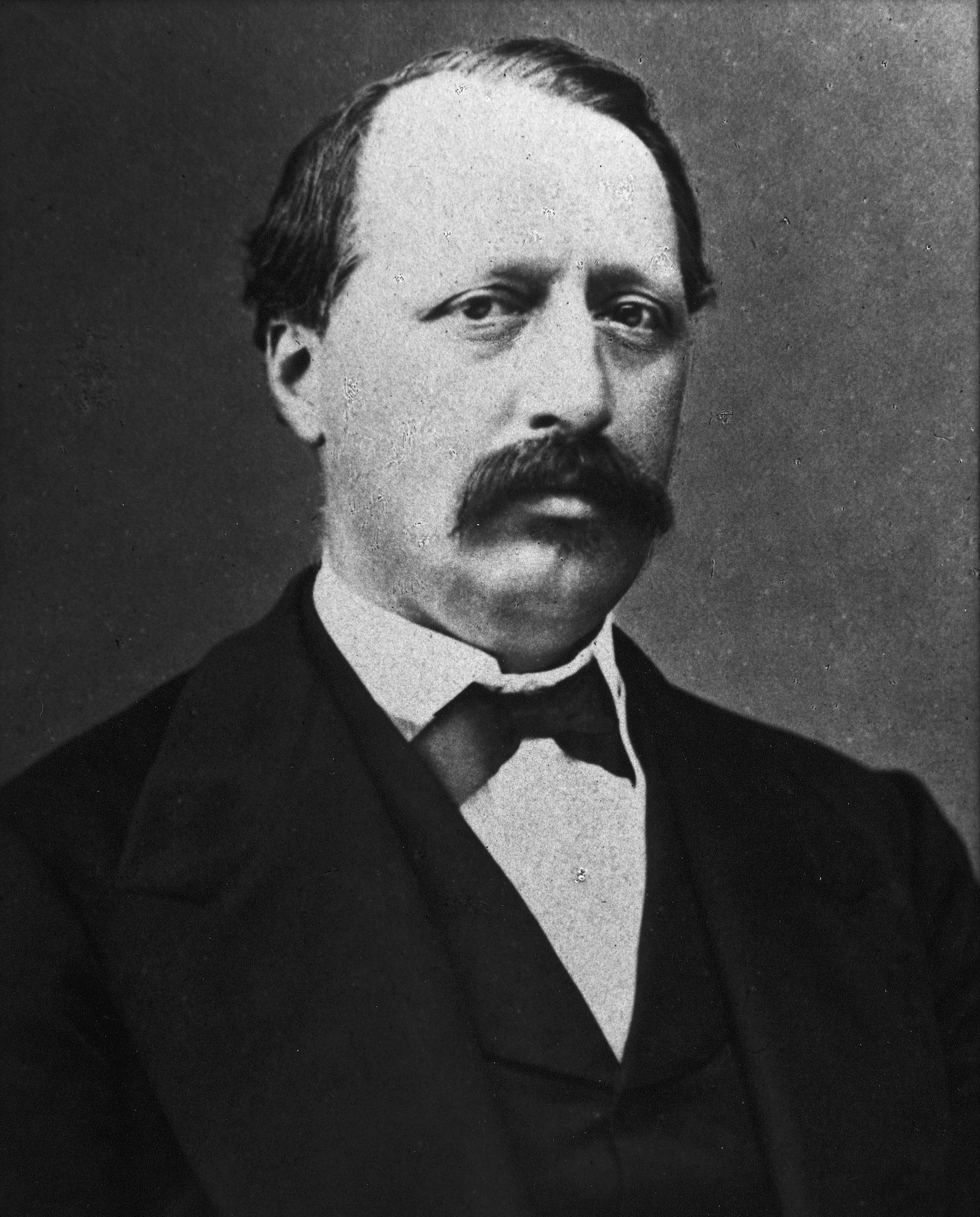
Giulio Andrea Pirona

### Gestazione e pubblicazione
Giulio Andrea Pirona, già curatore della prima edizione, intraprese nel 1890 un'opera di revisione e ampliamento del dizionario, ma la sua morte nel 1895 arrestò il progetto, che rimase arenato sino a che, anni dopo, il figlio Venanzio lasciò il materiale elaborato dal padre alla Società filologica friulana: il lavoro fu allora portato avanti da Ercole Carletti e Giovanni Battista Corgnali, fino alla pubblicazione, avvenuta nel 1935 per l'editore Bosetti col nome di Il nuovo Pirona: vocabolario friulano.

### Struttura e caratteristiche
Rispetto all'edizione del 1871, furono eliminate le sezioni sulle diverse varietà di friulano, quella sull'evoluzione del latino in friulano, il compendio grammaticale, il confronto con altre lingue e la raccolta di italianismi da evitare. Quanto ai lemmi, ne sono raccolti molti più che nella prima versione del dizionario (sono all'incirca  il doppio) e le loro definizioni si fecero più dettagliate e si arricchirono di esempi d'uso, sia da fonti orali che da testi scritti, opportunamente citati. Sotto l'influenza della politica italianizzatrice e centralista del regime di Mussolini, fu adottata una grafia che richiamasse quella italiana, con l'eliminazione della c con la cediglia, ç, e la reintroduzione della lettera q. Neanche in questa edizione furono considerati i termini simili all'italiano, come anche i neologismi.

### Influenza
Quest'edizione, che ha conosciuto una larghissima diffusione in Friuli, rimane ancor oggi uno strumento fondamentale per lo studio della lingua friulana e giocò un ruolo importante nella fissazione del friulano ufficiale, il cosiddetto “friulano standard”, fornendo agli studiosi una base condivisa e sicura. La popolarità del vocabolario, mai riscritto in grafia ufficiale, è stata un ostacolo alla diffusione di quest'ultima.

## L'edizione del 1992
Nel 1992 uscì un'edizione anastatica de Il Nuovo Pirona, con una sezione di aggiunte e correzioni di Giovanni Frau.